# Bomba toledana

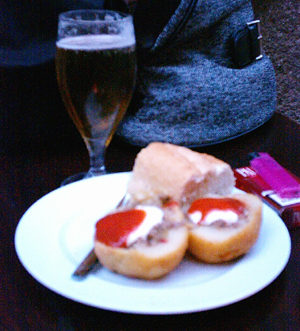
Típica tapa toledana.

La bomba toledana es un preparado típico de la gastronomía castellana de Toledo. Consiste en una bola de puré de patata rellena con un guiso de carne picada (carcamusa) y posteriormente rebozada en pan rallado antes de freírlo. Suele servir de acompañamiento en los bares y tabernas junto a bebidas como el vino y la cerveza, aunque también es común su consumo con bebidas no alcohólicas. Se le puede añadir diversos condimentos como la salsa de tomate o kétchup, mahonesa o mostaza.